# Tratado de Amizade e Comércio (França-Estados Unidos)

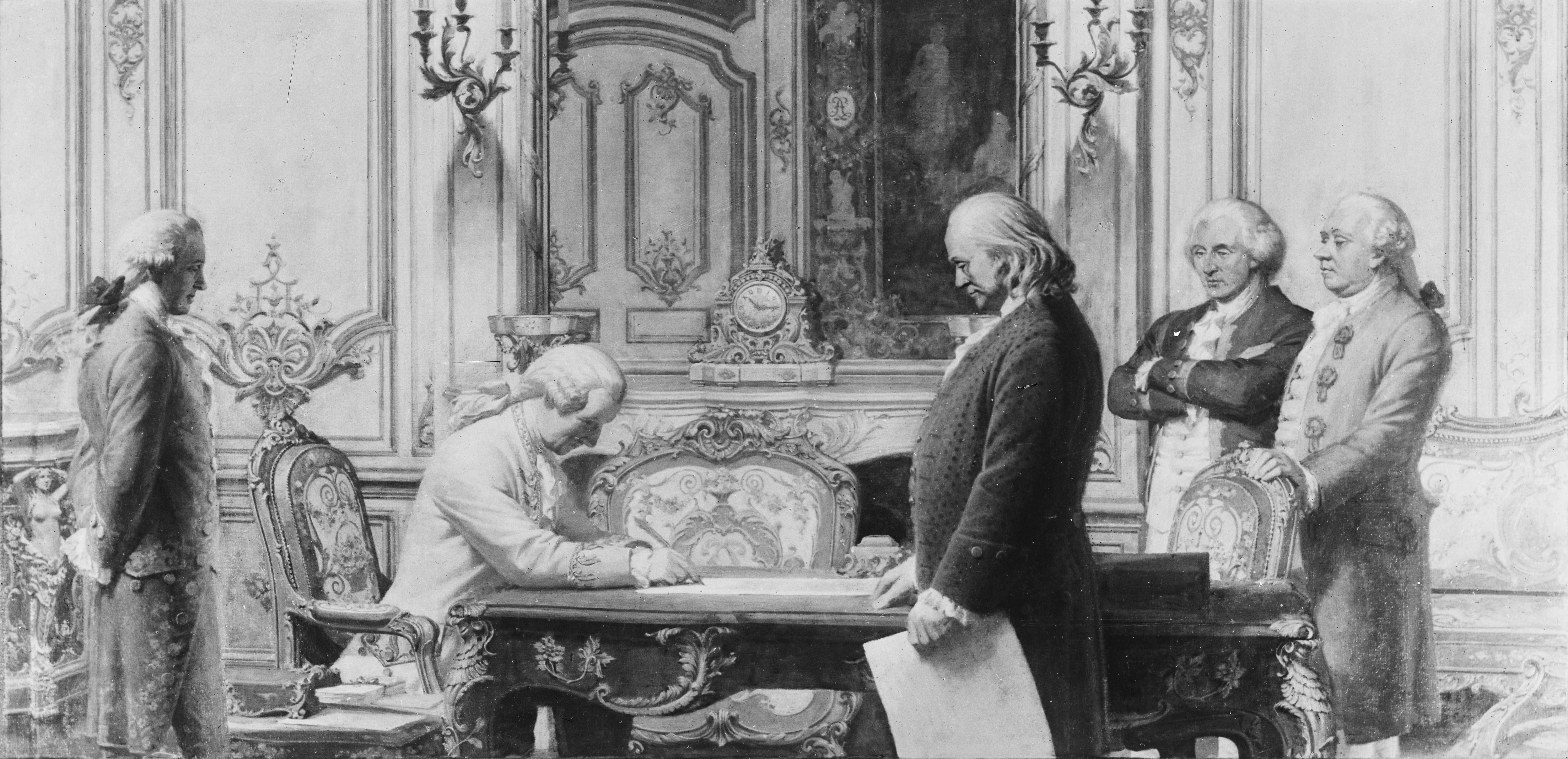
Uma representação da assinatura por Charles E. Mills

O Tratado de Amizade e Comércio estabeleceu relações diplomáticas e comerciais formais entre os Estados Unidos e a França durante a Guerra Revolucionária Americana. Foi assinado em 6 de fevereiro de 1778 em Paris, juntamente com seu acordo irmão, o Tratado de Aliança, e uma cláusula secreta separada permitindo que a Espanha e outras nações europeias se juntassem à aliança. Estes foram os primeiros tratados negociados pelos incipientes Estados Unidos, e a aliança resultante provou ser fundamental para a vitória americana na guerra; os acordos às vezes são conhecidos coletivamente como a Aliança Franco-Americana ou os Tratados de Aliança.
O Tratado de Amizade e Comércio reconheceu a independência de fato dos Estados Unidos e estabeleceu direitos comerciais e de navegação mútuos entre as duas nações; serviu como uma alternativa desafiadora aos Atos de Comércio e Navegação britânicos, que restringiam o acesso americano aos mercados estrangeiros. O Tratado de Aliança estabeleceu um pacto de defesa mútua, proibindo qualquer nação de fazer uma paz separada com a Grã-Bretanha e garantindo o apoio francês aos americanos caso os britânicos violassem sua paz com a França.
Devido ao apoio material, financeiro e militar crítico garantido pelos tratados, sua negociação bem-sucedida é considerada o "sucesso diplomático mais importante dos colonos". No entanto, complicações posteriores com o Tratado de Aliança levaram os Estados Unidos a renunciar a qualquer aliança militar formal até a Declaração das Nações Unidas em 1942.

## Termos e disposições
O tratado estabeleceu uma estrutura abrangente para cooperação diplomática, comercial e de navegação mútua.

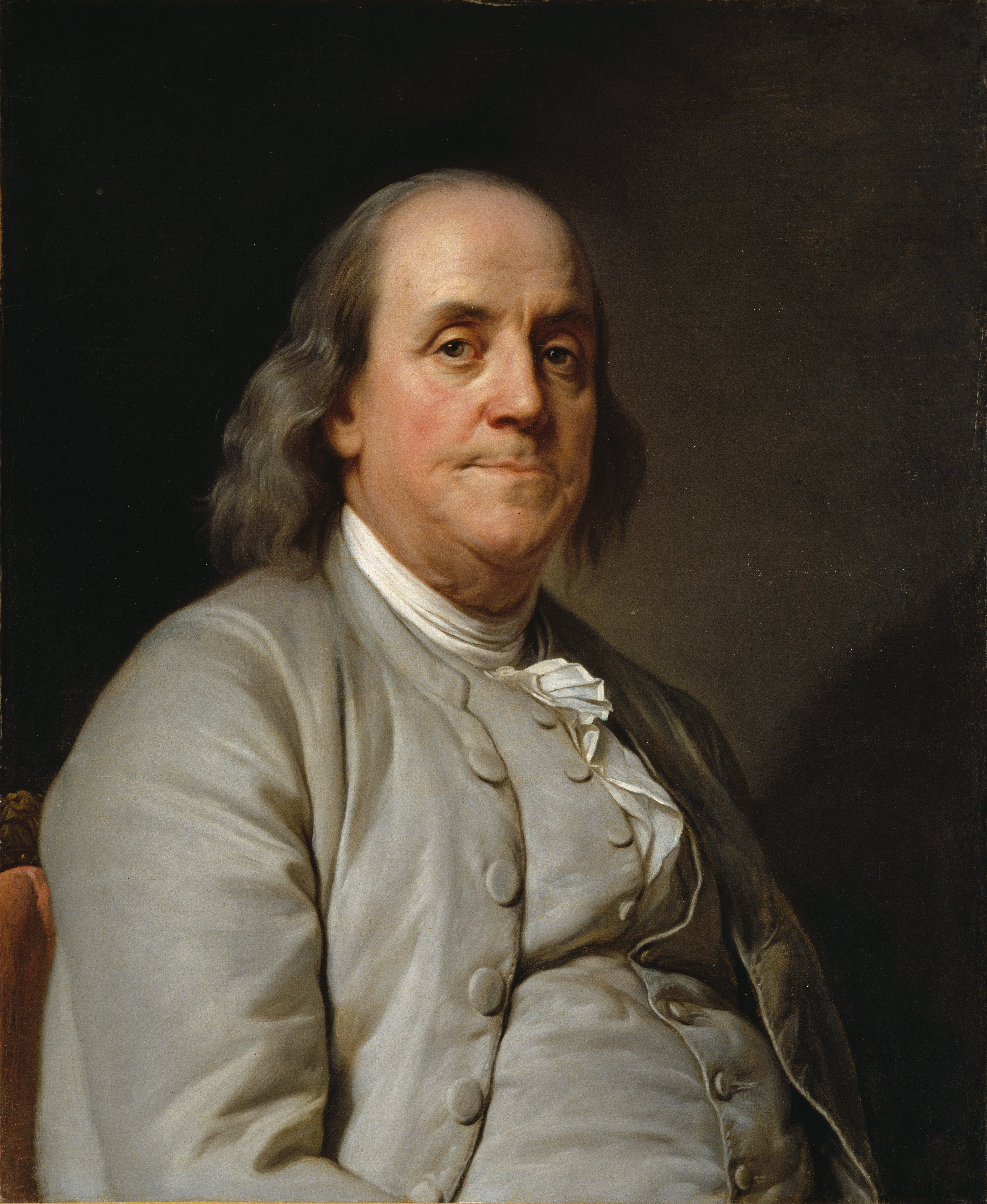
O status de celebridade de Benjamin Franklin na França ajudou a ganhar o apoio francês para os Estados Unidos durante a Guerra Revolucionária Americana.

- Paz e amizade entre os EUA e a França
- Status mútuo de nação mais favorecida no que diz respeito ao comércio e navegação
- Proteção mútua de todas as embarcações e cargas quando na jurisdição dos EUA ou da França
- Proibição da pesca em águas possuídas pelo outro, com exceção dos Bancos da Terra Nova
- Direito mútuo dos cidadãos de um país de possuir terras no território de outro
- Direito mútuo de revistar navio de outrem saindo de porto inimigo em busca de contrabando
- Direito ao devido processo legal se o contrabando for encontrado em um navio aliado e somente após ser oficialmente declarado contrabando pode ser apreendido
- Proteção mútua de navios de guerra e corsários e suas tripulações contra danos da outra parte e reparações a serem pagas se esta disposição for quebrada
- Restauração de bens roubados levados por piratas
- Direito dos navios de guerra e dos corsários de transportar livremente navios e mercadorias tomadas para o inimigo
- Assistência mútua, socorro e porto seguro para navios, tanto de guerra quanto mercantes, em crise no território do outro
- Nenhum dos lados pode comissionar corsários contra o outro nem permitir que corsários estrangeiros inimigos de qualquer um dos lados usem seus portos
- Direito mútuo de negociar com estados inimigos do outro, desde que essas mercadorias não sejam contrabandeadas
- Se as duas nações se tornarem inimigas, seis meses de proteção de navios mercantes em território inimigo
- Para evitar brigas entre aliados, todos os navios devem portar passaportes e manifestos de carga
- Se dois navios encontrarem navios de guerra e os corsários devem ficar fora do alcance dos canhões , mas podem embarcar no navio mercante para inspecionar seus passaportes e manifestos
- Direito mútuo de inspeção da carga de um navio só acontecerá uma vez
- Direito mútuo de ter cônsules, vice-cônsules, agentes e comissários de uma nação nos portos da outra
- A França concede um ou mais portos sob seu controle para serem portos livres para navios dos Estados Unidos

## Consequências e significado
Embora a França tenha ajudado os colonos já em junho de 1775, seu apoio foi amplamente clandestino e liderado por enviados e doadores agindo em suas capacidades individuais. Juntamente com o Tratado de Aliança, o Tratado de Amizade e Comércio resultou em apoio substancial e pleno à causa americana, na forma de empréstimos, equipamento militar, forças navais, assistência técnica e estratégica e mão de obra. Além dos benefícios estratégicos diretos, o reconhecimento francês serviu para transformar uma "rebelião colonial de outra forma desigual" em um conflito maior, já que a França era a única nação aproximadamente em paridade com a Grã-Bretanha. O apoio diplomático aberto da principal potência da Europa continental também serviu para legitimar o recém-emergente Estados Unidos, que por sua vez convidaria outras nações a reconhecer a independência americana e fornecer ajuda.
Logo após a assinatura dos tratados, a ajuda francesa cresceu significativa e substancialmente. Mais de 12 000 soldados, 22 000 marinheiros e 63 navios de guerra serviram na rebelião. Líderes militares como Lafayette e o conde de Rochambeau desempenharam um papel decisivo nas vitórias americanas em Chesapeake e em Yorktown, que juntas aceleraram o fim do conflito. A França desempenhou um papel de liderança na intermediação do Tratado de Paris de 1783, que encerrou formalmente a guerra e levou à independência americana de jure; de acordo com o Tratado de Aliança, somente quando a Grã-Bretanha e a França resolveram suas diferenças é que os Estados Unidos assinaram o Tratado de Paris.